# Pap Géza (meteorológus)
Pap Géza (Verespatak, 1920. június – Kolozsvár, 2002. március 6.) erdélyi magyar természettudományi szakíró, főiskolai tanár, Pap István (1915) és Lajos (1922) testvére.

## Életútja
Az elemi iskolát Alsóboldogfalván, a középiskolai osztályokat Székelykeresztúron az Unitárius Gimnáziumban, felsőfokú tanulmányait Kolozsváron, a Mezőgazdasági Főiskolán végezte (1943). Tanított a székelykeresztúri mezőgazdasági szakiskolában (1947–1948), majd, nyugdíjazásáig, a kolozsvári Mezőgazdasági Főiskolán (1948–1982).

## Munkássága
Tudományos körökben és a közéletben általában mint az időjárástan (meteorológia) kutatóját ismerték és becsülték, szakirodalmi munkássága azonban számbeli szerénysége ellenére (mindössze 29 megjelent tanulmány) jóval gazdagabb, változatosabb és korának megfelelően időszerűbb volt. Első munkájában (1943) az állattenyésztés háborús viszonyok között szükséges és sürgős tennivalóiról értekezett. Természettudományi sokoldalúságát és elmélyültségét, elméleti és gyakorlati ismeretek iránti érdeklődése és igénye felismerését legjobban jelzi a Tóth Piroskával írott: Tudod-e? című kis enciklopédia (1960), amely nagyszámú időszerű kérdésre ad pontos, közérthető feleletet.
Időjárástani vizsgálódásai és tanulmányai mezőgazdasági főiskolai tanári hivatásának eredményei, így a főiskolai tankönyvnek is tekinthető Mezőgazdasági meteorológia című összefoglaló munkája (ugyancsak társszerzőségben, 1960). Az időjárás hosszú időtartamú előrejelzésére (1954), a fagyveszély elleni védekezésre (1959), az időjárás előrejelzését jobban megközelítő új módszerekre (harmonikus elemzés, a mágneses erőtér változása) vonatkozó (túlnyomórészt román nyelven megjelent) tanulmányai kitartó és elmélyült kutatások eredményei. Ebbe a folyamatos vizsgálódási munkakörbe sorolhatók az időjárástan (1964), illetve a fizikai és mezőgazdasági-időjárástani gyakorlati útmutatók (1972, 1976, 1977, 1979) is. A földfelszín alatti termőtestű szarvasgombákra vonatkozólag új adatokat tartalmazó dolgozatokat is közölt (románul és németül, 1979, 1983, 1987, 1990).